# Relations entre Macao et l'Union européenne
Les relations entre la région administrative spéciale de Macao et l’Union européenne remontent à la rétrocession de Macao du Portugal à la république populaire de Chine le 20 décembre 1999. L'UE soutient le principe « un pays, deux systèmes ».

## Ambassades et bureaux
Union européenne ：les affaires de l'UE à Macao sont responsables du bureau de l'Union européenne à Macao.
 Macao ：les affaires Macao-UE sont responsables par le Bureau économique et commercial de Macao à Bruxelles.

### Consulat européen ou représentation à Macao

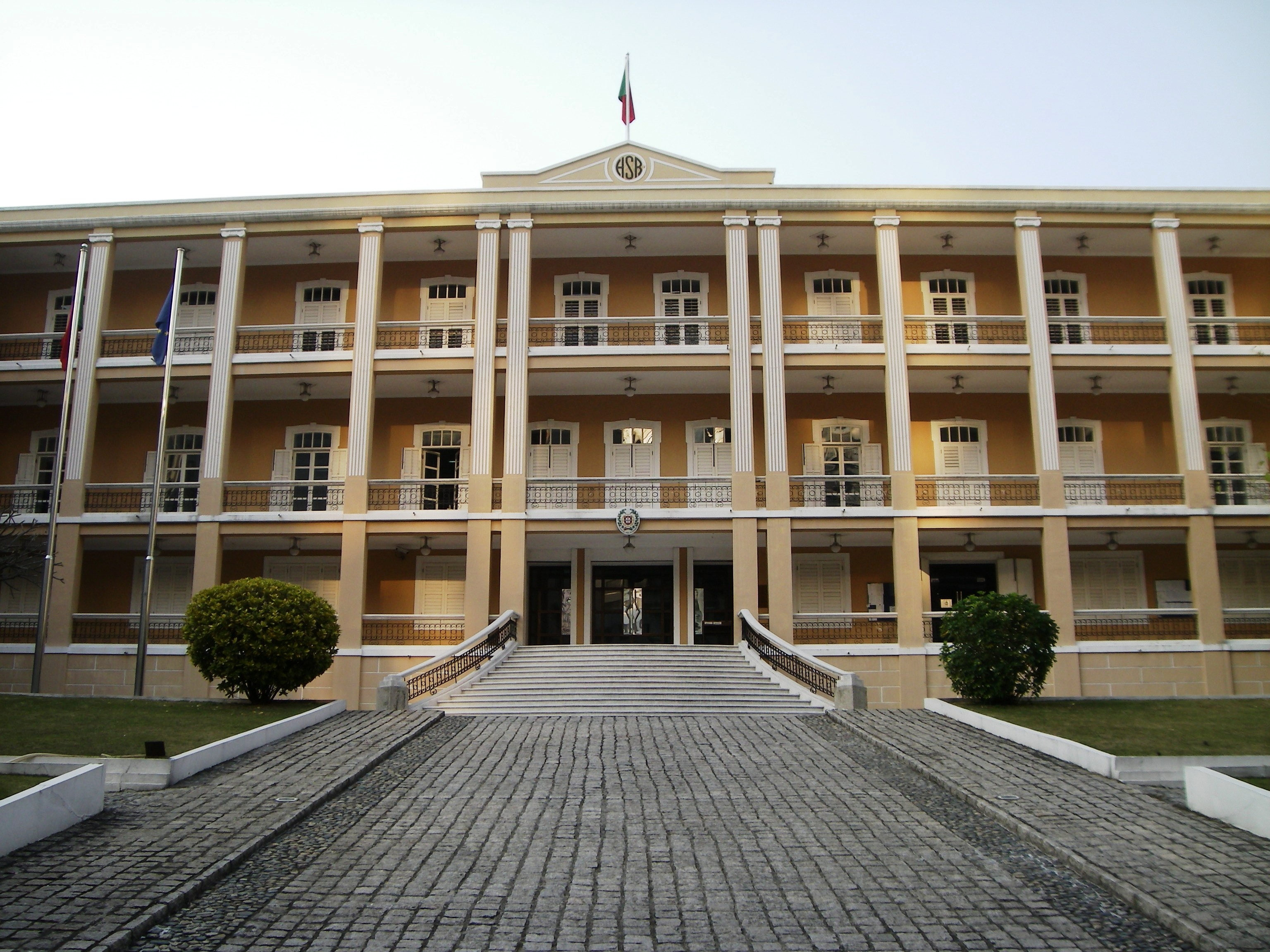
Consulate General in Macau

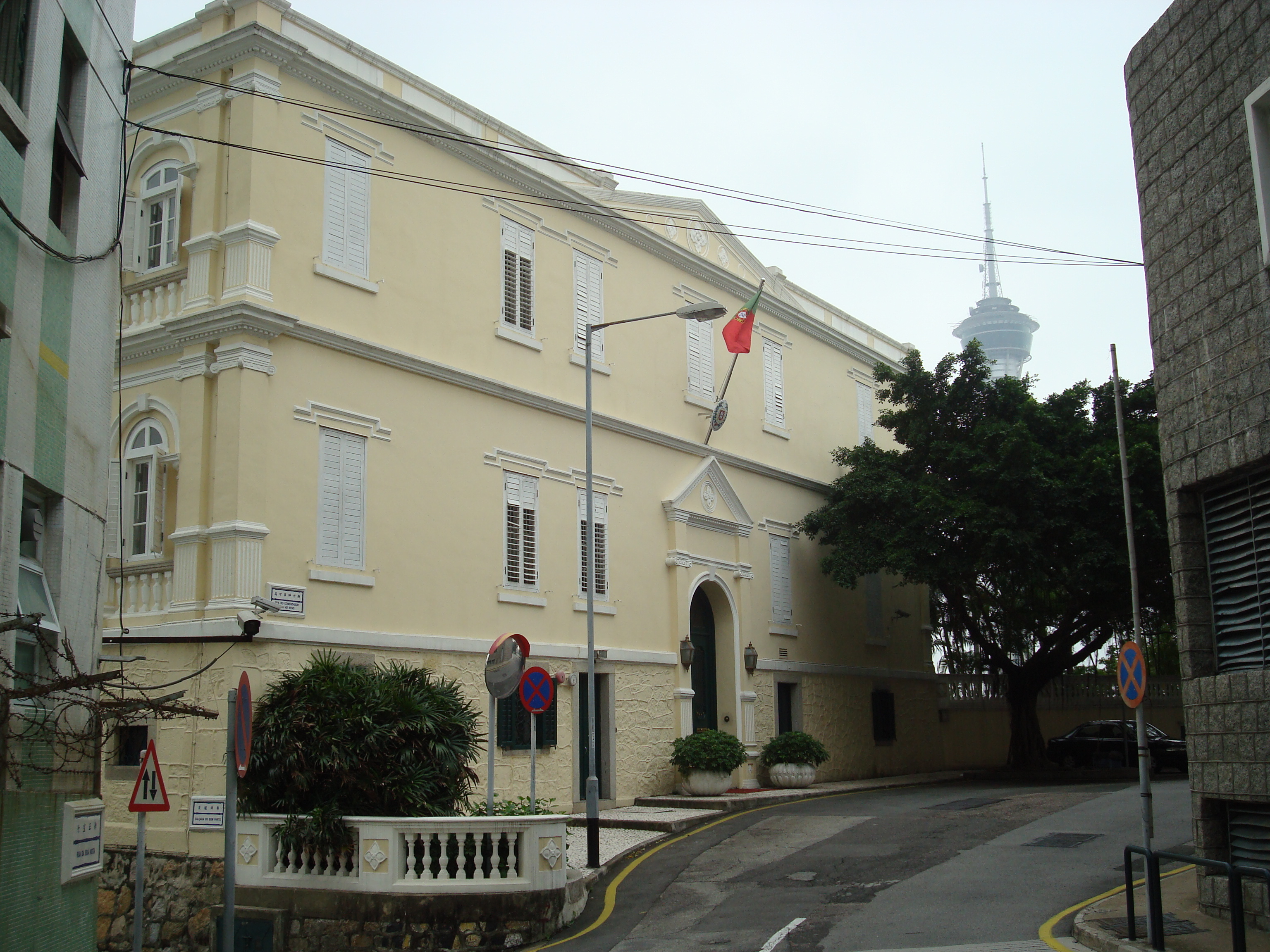
Portuguese Consulate General in Macau.

- Portugal[2]
- Estonia[3]
- United Kingdom[4]

### Chambre de commerce
- EU (Chambre du Commerce)
  -  Allemagne（Association des entreprises allemandes de Macao）[5]
  -  France（Chambre de commerce française de Macao）[6]
  -  Irlande（Chambre du Commerce)
  -  Roumanie（Chambre du Commerce)

### Bureau de Macao dans l'UE

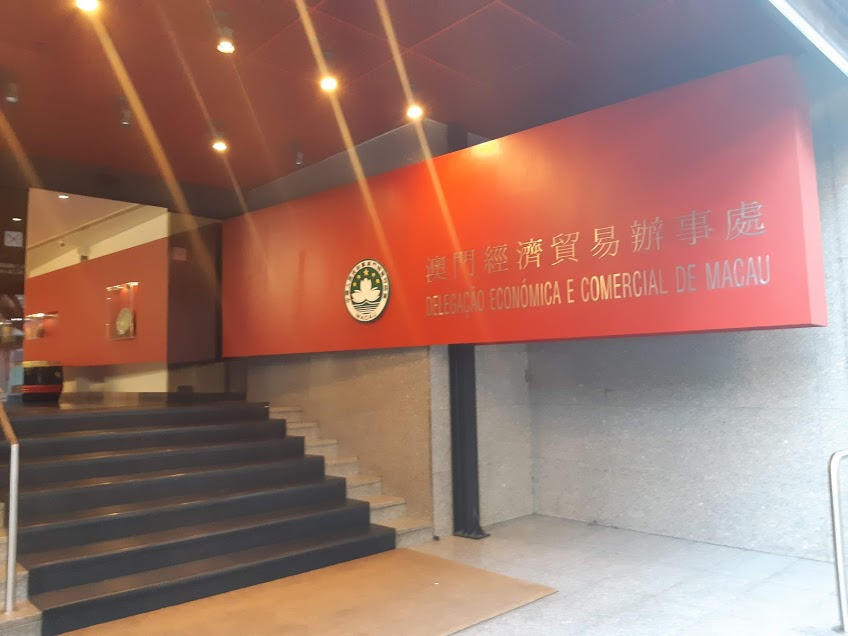
Macao Economic and Commercial Office in Portugal

- Belgique
- Switzerland
- Portugal
- Royaume-Uni

## Visites à l'étranger effectuées par de hauts fonctionnaires
- Macau

Le directeur général de Macao et d'autres hauts fonctionnaires effectuent souvent une visite de service dans des pays étrangers.Ces visites visent généralement à faire progresser les relations économiques et commerciales de Macao avec les pays étrangers. Habituellement, le chef d'État ou le chef du gouvernement des pays étrangers recevra le chef de l'exécutif.Par exemple, au cours de son mandat, l'ancien chef de la direction Edmund Ho a rencontré le Premier ministre du Portugal José Sócrates, le président de France Jacques Chirac, le chancelier allemand Gerhard Schröder, Philippe de Belgique, président de l'EU José Manuel Barroso
- EU

Les chefs d'État et de gouvernement de la République tchèque et de l'Estonie se sont rendus à Macao.

## Commerce
Dans le cadre commercial cependant, Macao étant un territoire douanier distinct du reste de la Chine, l'Union considère Macao comme étant une entité distincte économiquement.
L’UE est le 2e fournisseur de Macao après la Chine (25 % du total). En 2017, les échanges bilatéraux de biens s’élevaient à 744 millions d’euros, et les exportations de l’UE vers Macao ont atteint 626 millions d’euros. Depuis la signature de l’accord commercial et de coopération en 1992, les relations économiques entre l’UE et Macao sont structurées autour d’un comité mixte dont la 22e session s’est tenue en mars 2018. Dans son Rapport conjoint au Parlement européen et au Conseil pour 2017, la Commission européenne estime que la mise en œuvre du principe « un pays, deux systèmes » est « profitable dans son ensemble » à Macao. À la suite de nouveaux engagements, Macao a été retirée en janvier 2018 de la liste européenne des territoires fiscaux non coopératifs.
En 2018, les exportations commerciales vers Macao ont totalisé 823 millions d'euros et étaient essentiellement constituées de produits agroalimentaires (25 % des exportations françaises, principalement des vins et spiritueux), de maroquinerie et de bagages (17 % des exportations françaises), de parfums et cosmétiques (15 % des exportations françaises) et de bijoux (15 %).

## Accords
- Accord commercial : Union européenne
- Accord de protection des investissements avec Pays-Bas et Portugal
- Accord d'échange d'informations fiscales avec Danemark, Îles Féroé, Islande, Norvège, Finlande, Groenland, Suède, Malte, Royaume-Uni, Irlande et Royaume-Uni
- Accord d'entraide judiciaire : Portugal
- Accords aériens : République tchèque, France, Irlande du Nord, Islande et Union européenne.

## Compléments